# 趙擎韓
趙 擎韓（チョ・ギョンハン、朝鮮語: 조경한、1900年7月13日または7月30日 - 1993年1月7日または1999年1月7日）は、中国・満洲で活動した日本統治時代の朝鮮の独立運動家、大韓民国の政治家。第6代韓国国会議員。
本貫は玉川趙氏。本名は趙 鍾鉉（チョ・ジョンヒョン、조종현）。号は白岡または一青、異名は安勲。制憲国会議員、反民族行為特別調査委員会特別裁判官の趙玉鉉は弟で、その2番目の兄である。

## 経歴
全羅南道昇州郡（現・順天市）住岩面出身。漢学修学を経て北京啓明学院法政科卒。1919年の三・一運動に参加した後、1924年に中国に渡り、正義府教科編纂委員会委員を務めた。1925年に満洲に移動し、独立団員、倍達青年会メンバーを経て、1930年に洪震、池青天らと共に韓国独立党の結党に参加し、同党宣伝部委員・委員長を務めた。1931年の満洲事変の時は韓国独立党党軍の韓国独立軍のメンバーとして、李青天と中国の救国軍および呉義成、柴世栄部隊と共に双城などで抗日運動を展開し、独立軍五常・舒蘭・吉林地区徴集委員・総司令部参謀長・総司令部宣伝総隊長・政訓主任などを務めた。しかし、1933年に内紛が起こり、韓国独立軍は呉義成部隊により武装解除されたため、南京にいる金九の招きにより池青天と共に中国領内に移動した。1934年に金九の斡旋により、呉光鮮、李範奭らと共に中国中央陸軍軍官学校洛陽分校韓人特別班教官を務めたほか、韓国独立党と韓国革命党の合併を推進し、新韓独立党の結成に寄与して、尹琦燮、池青天と共に代表を務めた。その後、新韓独立党代表として韓国対日戦線統一同盟に参加し、政党団体の統合運動に奔走した結果、1935年7月に5つの政党団体が合併し、民族革命党が成立した。しかし、党内で金元鳳と対立が生じたため、1937年4月、池青天、崔東旿らと共に離党し、満洲での独立運動勢力を中心に朝鮮革命党を設立した。1937年8月に韓国光復運動団体連合会宣伝委員会委員に選ばれ、1939年10日に綦江で臨時政府議政院議員に選出された。1940年5月、重慶で民族主義系3党からなる韓国独立党に参加し、同党中央常務執行委員・訓練部長を務めた。同年9月の韓国光復軍創設後は光復軍軍事訓練処長・総司令部主計長・総司令部経理処長・西安総司令部総務処長代理・政訓処長を務めたほか、1939年から1942年まで黄学秀、趙時元らと共に中国中央戦時幹部訓練第4団特科総大学員隊韓国青年訓練班軍事教官を務めた。1943年3月、国務委員会秘書長に任命され、1944年4月に臨時政府国務委員に選出された。そのほか、臨時政府宣伝委員会委員・国務院国内工作委員会委員、韓国光復戦線運営幹部、非常政治会議懲戒委員長などを歴任した。光復後は1945年12月1日に群山経由で帰国し、反託中央最高指導委員、韓国独立党秘書部長・首席代表委員、民主共和党中央顧問、アジア反共連盟韓国代表、新韓正義社長を務めた。1963年の第6代総選挙で民主共和党の候補として国会議員に当選し、その後檀君崇寧会総裁、金九殺害真相究明闘争委員長、臨時政府記念事業会長、韓国独立有功者協会会長を務めた。
1993年1月7日、漢陽大病院で老衰により死去。93歳没。臨時政府の国務委員の中で、最後の存命者であった。

## エピソード
「擎韓」と「白岡」は1927年、申采浩がつけた名前で、「白岡」は「白頭山の尾根」、「擎韓」は「韓国を支える」をそれぞれ意味する。
1962年、建国勲章独立章を受章。
第6代国会議員では唯一の上海臨時政府の要人であった。
1981年、韓国独立有功者協会会長として、憲法前文に「大韓民国が臨時政府の法統を継承する」という条項の記載に寄与した。
順天市内の国道17号線の一部は趙にちなんで「白岡路」として指定されている。また、同市内の公園には追悼碑と記念造形物が設置されている。